# Deux-Lions
Les Deux-Lions ou 2 Lions est un quartier situé dans le sud de la ville de Tours, en France. Son développement est initié au début des années 1990 sous le dernier mandat de Jean Royer et est toujours en cours à la fin des années 2010. Il accueille au début surtout des établissements d'enseignement supérieur, Polytech'Tours et l'UFR de droit de l'Université de Tours, puis des divertissements et un important centre commercial en 2009. Les logements se développent progressivement, puis des zones sont destinées à l'implantation d'entreprises.
L'équipe du maire Jean Royer souhaitait initialement y aménager un technopole, c'est-à-dire un territoire qui regrouperait des activités liées aux hautes technologies. Depuis l'arrivée à la mairie de Jean Germain, une volonté de mixité fonctionnelle (habitat/commerces et services/entreprises) guide l'urbanisation de ce territoire. La mise en service du tramway en août 2013 marque, d'une certaine manière, un aboutissement pour cet immense chantier entrepris 20 ans plus tôt.
En 2024, le site est presque entièrement urbanisé. Le développement du quartier fut cela-dit laborieux alors que la fin des travaux a été repoussée par le ralentissement économique. En 2020, le quartier accueillait environ 3 100 habitants, 3 800 employés et 6 000 étudiants, pour on objectif final de 4 000 habitants répartis dans 2 000 logements, avec 4 000 employés.

## Site et situation
À l'extrême sud du territoire communal, cette extension urbaine de la ville de Tours se poursuit sur une zone de presque 80 hectares, de forme à peu près carrée. Elle occupe un site délimité au sud, par le petit Cher et le coteau marquant la limite sud du lit majeur de la vallée de la Loire et du Cher (ne faisant qu'une depuis Montlouis-sur-Loire), et au nord par le Cher lui-même. Au-delà du coteau, sur le plateau, on entre dans des quartiers résidentiels de Joué-lès-Tours, et de l'autre côté du Cher, se situe le grand ensemble des Rives du Cher, sur la commune de Tours. À l'est s'étend le parc du lac de la Bergeonnerie puis le quartier des Fontaines, et à l'ouest (de l'autre côté de l'avenue de Pont-Cher reliant Tours au centre de Joué-les-Tours), la plaine de la Gloriette, encore essentiellement agricole, aujourd'hui partiellement occupée par un terrain de golf.

## Fondation

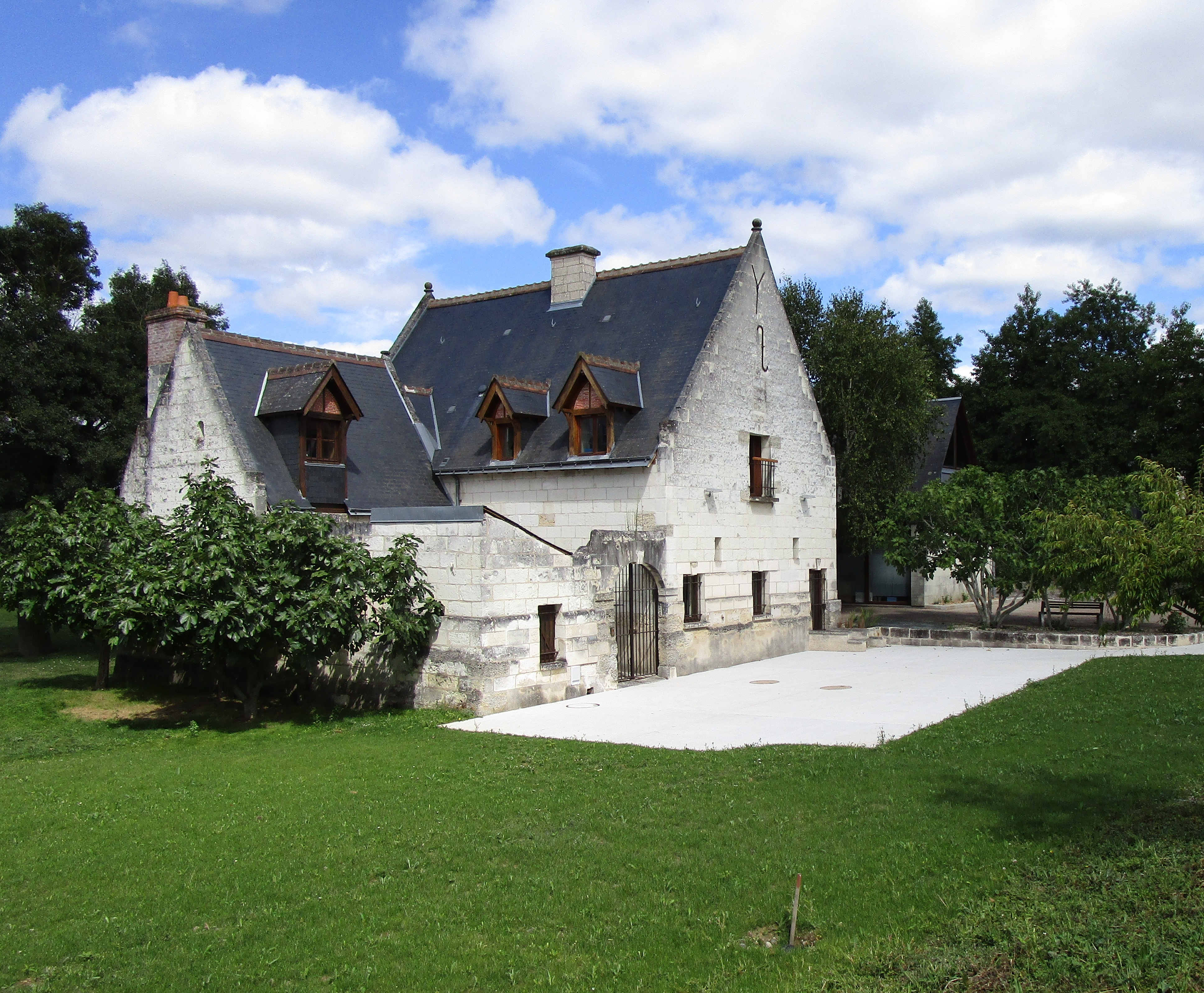
« Les Granges-Collières », rare héritage du passé agricole du quartier.

L'emplacement du quartier appartenait à l'origine à la commune de Joué-lès-Tours, mais il fut rattaché par Tours dans les années 1960. Le quartier des Deux-Lions doit son existence à Jean Royer, maire de Tours de 1959 à 1995, qui impulse son développement au cours de son dernier mandat.
En effet, la ville de Tours manquant cruellement de terrains à bâtir et d'espaces à consacrer au développement économique, il a été décidé de créer un nouveau quartier regroupant des activités de hautes technologies et les équipements de formation correspondants. La zone en vue pour le nouveau quartier étant très inondable car située dans le val du Cher, il était nécessaire de la remblayer. Cette opération titanesque a créé une polémique et la montée au créneau d'associations écologistes. Elle allait en effet réduire la zone d'expansion du Cher en cas de crue, participant au report des masses d'eau et du risque d’inondation en aval.

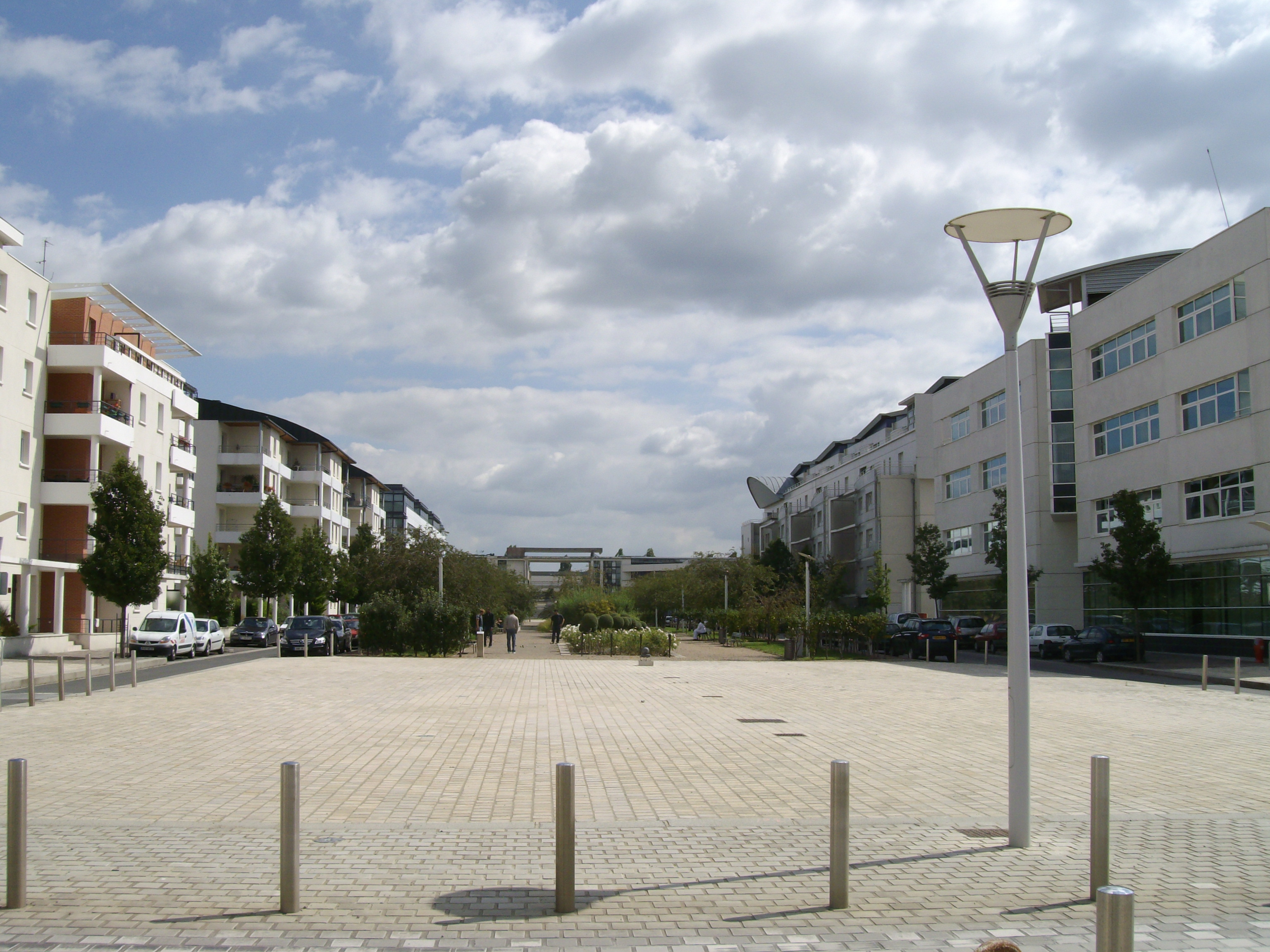
Le mail Ferdinand-de-Lesseps.

Les défenseurs de l'environnement obtiennent partiellement gain de cause, puisque est abandonné l'aménagement complet de la vallée de la Gloriette qui était envisagé à l'époque. Le remblaiement débute, aux Deux Lions seulement donc, à partir de 1991. Au total, ce sont près de trois millions de mètres cubes qui sont étalés sur la zone, sur des hauteurs allant jusqu'à neuf mètres. Ces opérations de remblaiement se font par tranches successives, en fonction des besoins et des lancements prévus de projets immobiliers. Face à la faculté, on peut constater ce rehaussement du niveau du sol, puisque subsistent sur son sol d'origine les bâtiments de ce qui était une ferme à une époque bien antérieure à la nouvelle vie du secteur. Elle daterait en effet du XVIe siècle. Rénovée, elle est le seul bâtiment ancien du quartier et sert aujourd'hui à accueillir un centre culturel sous le nom « Les Granges-Collières »,. 
Le nom du quartier proviendrait de deux statues qui seraient visibles sur le portail d'une demeure située en bordure du quartier, au pied du coteau, sur la route des Deux-Lions.

## Historique du développement

### Débuts

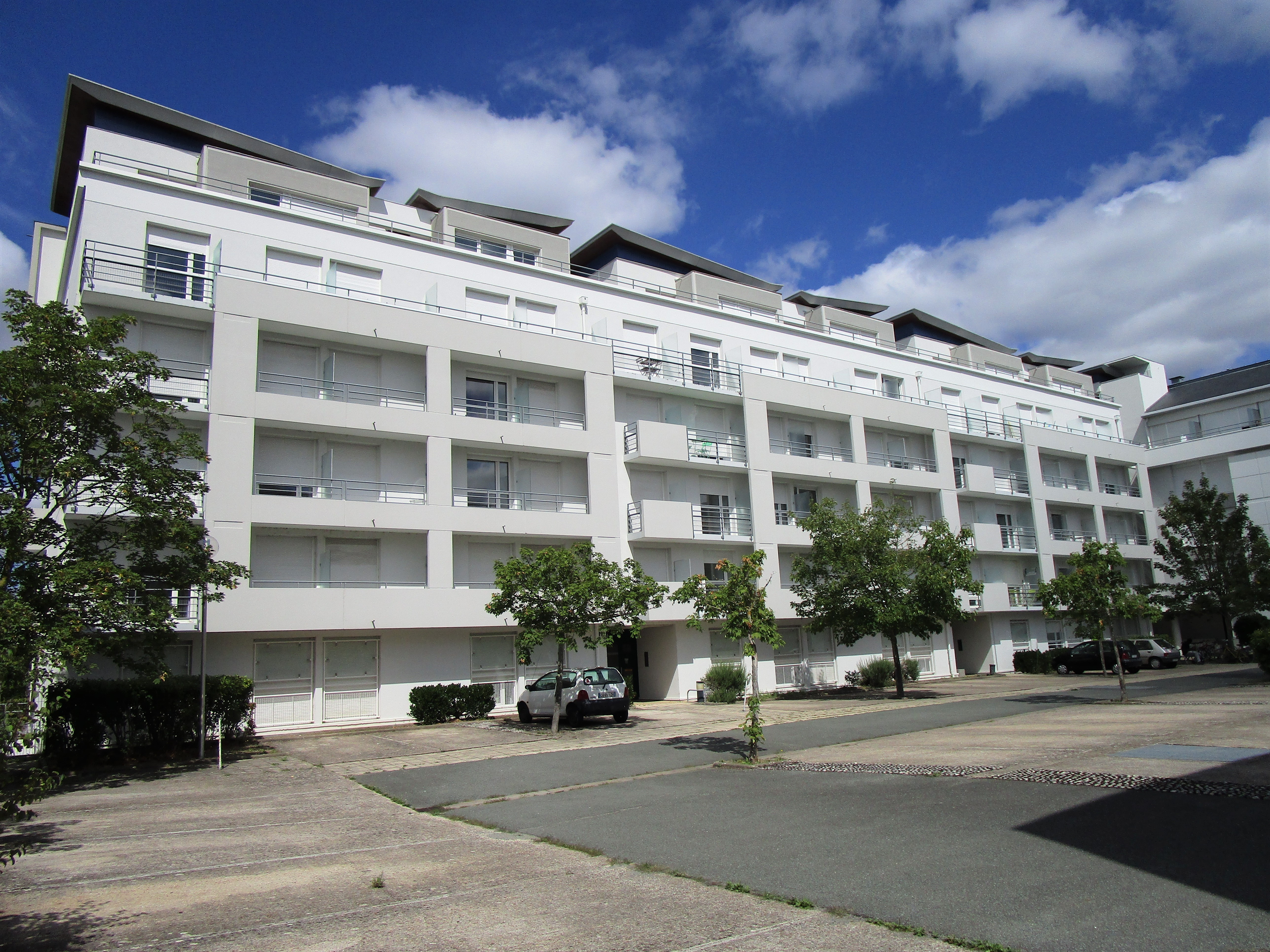
La résidence étudiante du Technopole.

Le quartier, dénommé « Technopôle » par Jean Royer, devait initialement n'accueillir que des activités tertiaires et de hautes technologies. Mais, cette idée se révèlera infructueuse à Tours, peut être notamment du fait de sa taille, trop moyenne relativement aux grandes métropoles nationales. Malgré l'échec du technopole, un certain nombre d'équipements prévus ont été implantés, tels que l'école d'ingénieurs Polytech'Tours, l'UFR de droit, d'économie et des sciences sociales de l'Université de Tours (tous deux installés depuis 1994 et 1995), de l'Institut des Métiers et Technologies - industries pharmaceutiques et cosmétiques (IMT), accompagnés d'un restaurant universitaire. L'inauguration de la faculté a lieu en 1994 avec la présence du futur Premier ministre Lionel Jospin. Quelques entreprises se sont également installées au même moment autour de l'avenue Marcel Dassault. La bibliothèque universitaire des Deux-Lions vient, en 1999, compléter le campus et le doter d'un espace de 600 places de travail centré autour des ouvrages de droit, économie et géographie.
Après 1995 et l'alternance au conseil municipal, la vocation du site est revue avec l'ambition de créer un véritable quartier mixte accueillant en plus des activités et équipements existants, des logements et des commerces. L'objectif est la proximité et l'émancipation vis-à-vis de l'automobile. Dans la partie sud du quartier, un multiplexe de douze salles de cinéma du groupe CGR, un McDonald's et un « Espace Bowling », comprenant des pistes de bowling, des billards et un bar s'installent en 1998. Des logements étudiants du CROUS sont installés en 1994 au sud du mail Ferdinand-de-Lesseps, nommés « résidence du Technopôle ». Elle contient 400 studios allant de 18 à 35 mètres carrés.
En 2000, la communauté d'agglomération de Tours choisit d'y installer son siège et le désenclavement du nouveau quartier des Deux-Lions est favorisé par la construction en février 2001 d'une passerelle piétonne (« le fil d'Ariane ») sur le Cher entre les Deux-Lions et le quartier des Rives du Cher. À proximité, le long de la rive gauche du Cher, la construction de logements est entreprise à partir de 1998, principalement des maisons individuelles et des immeubles de petite taille. Les premiers logements collectifs de grande taille sont construits sur l'allée Ferdinand-de-Lesseps entre 2001 et 2004, en face du Technopôle, avec près de 200 logements.

### Développement du tertiaire

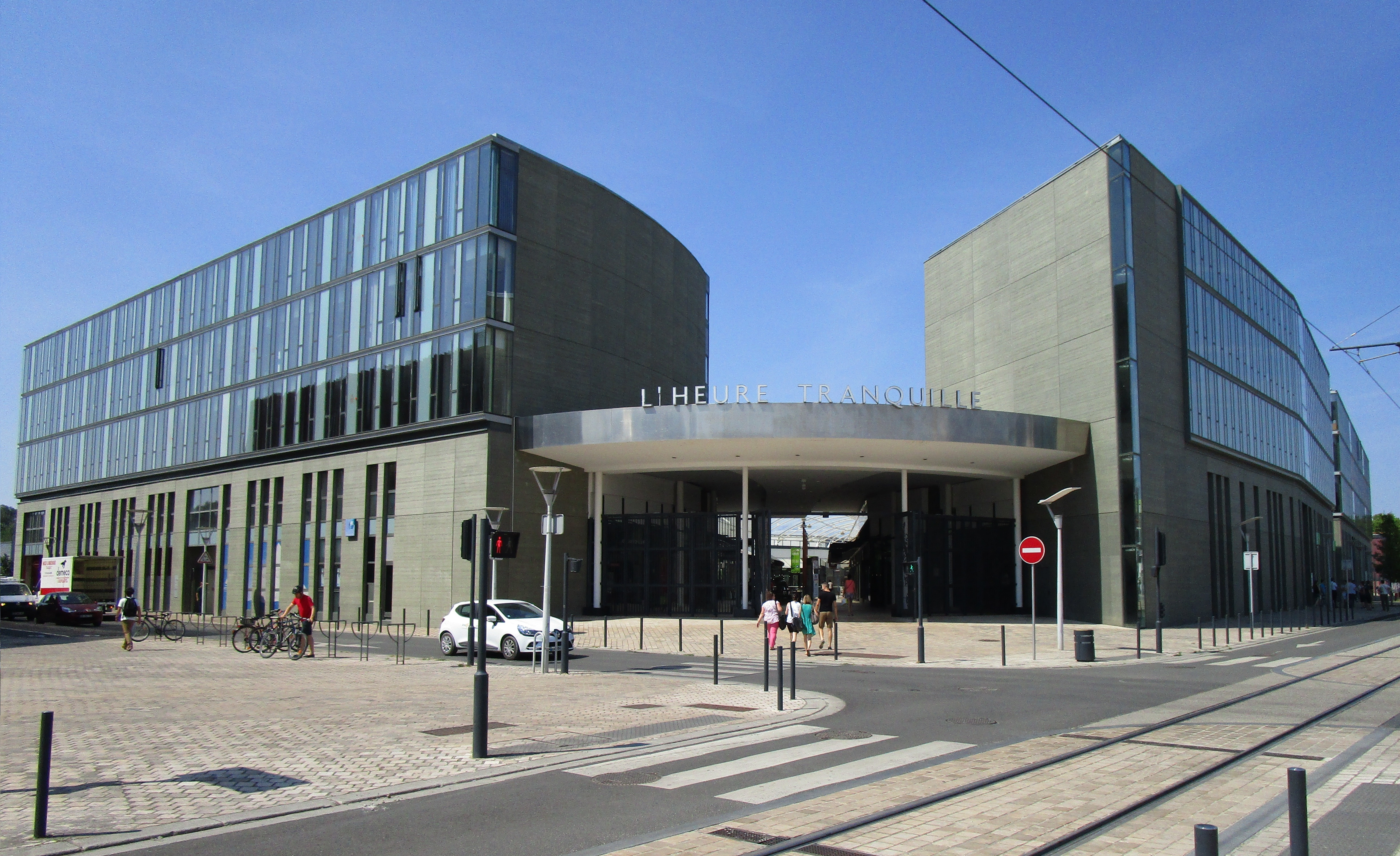
Le centre commercial de l'Heure tranquille.

En 2009, avec « L'Heure Tranquille », les commerces qui faisaient cruellement défaut aux habitants, arrivent enfin. Avec l'installation de cinquante boutiques sur une surface de 20 000 m2, le tout adossé à un parking de 1 000 places, le quartier affirme son statut de centralité périphérique au sein de l'agglomération. Conçu par les architectes du cabinet SVZ, ce lieu se veut également un lieu de promenade avec son allée centrale couverte mais lumineuse grâce à sa toiture translucide. Le centre fait toutefois face à un problème persistant de vacances des locaux commerciaux, alors que de nombreuses fermetures ont eu lieu entre 2012 et 2014. La fréquentation du site atteint pourtant environ trois millions de personnes pour l'année 2016,.
Un espace consacré au tertiaire, « Lions-Azur », avec 12 000 m2 de bureaux jouxte l'Heure Tranquille. La Caisse d’Épargne Loire Centre y installe une partie de son administration en 2012 (140 personnes). L'entreprise de services énergétiques Dalkia s'est aussi implantée sur le site. Les activités tertiaires continuent aussi de se développer sur l'avenue Marcel Dassault, notamment Orange qui a quitté le quartier Montjoyeux pour s'y installer.

### Multiplication des logements

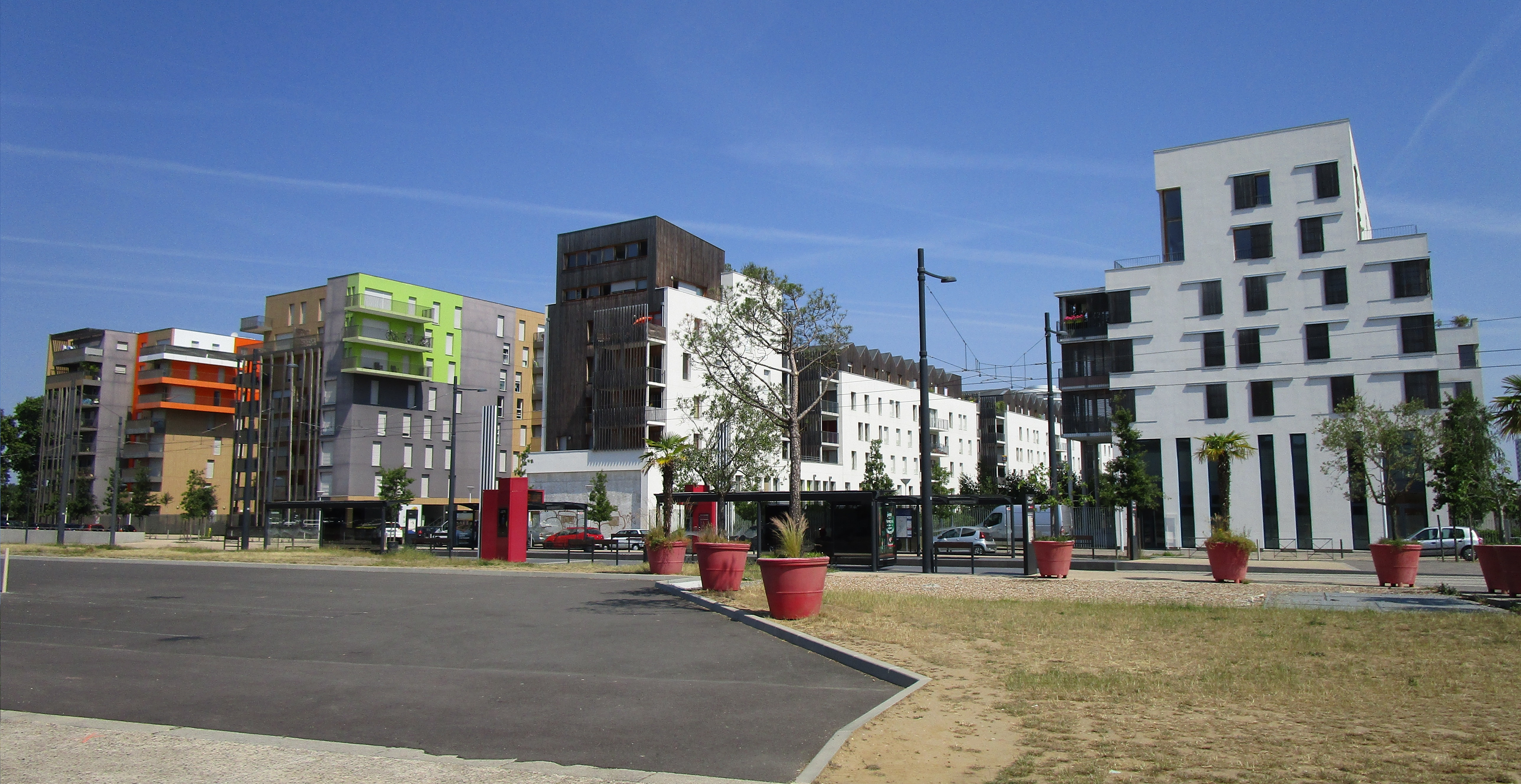
Résidences « Terrasses de la Gloriette » et « Maisons blanches ».

En 2012, on dénombre 2 100 habitants pour un objectif final de 4 000 habitants. De nouvelles tranches de logements, avec des immeubles de grande dimension, sont terminés entre 2008 et 2011 entre l'Heure tranquille et l'avenue Édouard Michelin. S'y ajoute ici plus de 400 logements au sein de quatre résidences : Georges Mélies et Tailleferre sont sociales, en plus de Maisons blanches et Terrasses de la Gloriette privées.
Depuis septembre 2013, le tramway de Tours traverse le quartier, en arrivant des Rives du Cher grâce à un nouveau pont qui lui est réservé, ainsi qu'aux piétons, vélos, et autobus. Ce pont, dont la construction s'est finie en 2013, reprend l'emplacement de l'ancien pont de chemin de fer dit « pont de Vendée », dans le coin nord-est du quartier. Le tramway longe ensuite le lac, puis rejoint l'avenue Portalis et le site de la faculté. Il bifurque ensuite en direction de l'Heure Tranquille via l'avenue Ferdinand-de-Lesseps, tracé dès l'origine dans les années 1990 pour pouvoir l’accueillir. Après un deuxième arrêt au niveau du centre commercial, le tramway poursuit sa route vers Joué-lès-Tours sous les platanes de l'avenue de Pont-Cher.
La construction d'un vaste ensemble immobilier qui culmine à 50 mètres de haut a débuté en mars 2012 à l'entrée nord-ouest du quartier, au débouché du Pont Saint Sauveur, avec pour architecte Jacques Ferrier,. La première tranche accueille à partir de 2013 la direction régionale d'EDF et ses près de 600 employés, sur une dizaine d'étages. Par ailleurs, une tour est inaugurée en 2016 entre ce bâtiment d'EDF et le Cher. Elle est baptisée « Tour Lumière » et compte seize étages, sur lesquels on trouve 89 logements dont 36 à loyers modérés. Le complexe prend le nom de Galion et son coût est d'environ 40 millions d'euros. La même année, la résidence « Côté Parc » est achevée sur l'avenue Marcel Dassault avec 150 logements répartis dans quatre immeubles blancs et jaunes.

### Derniers projets

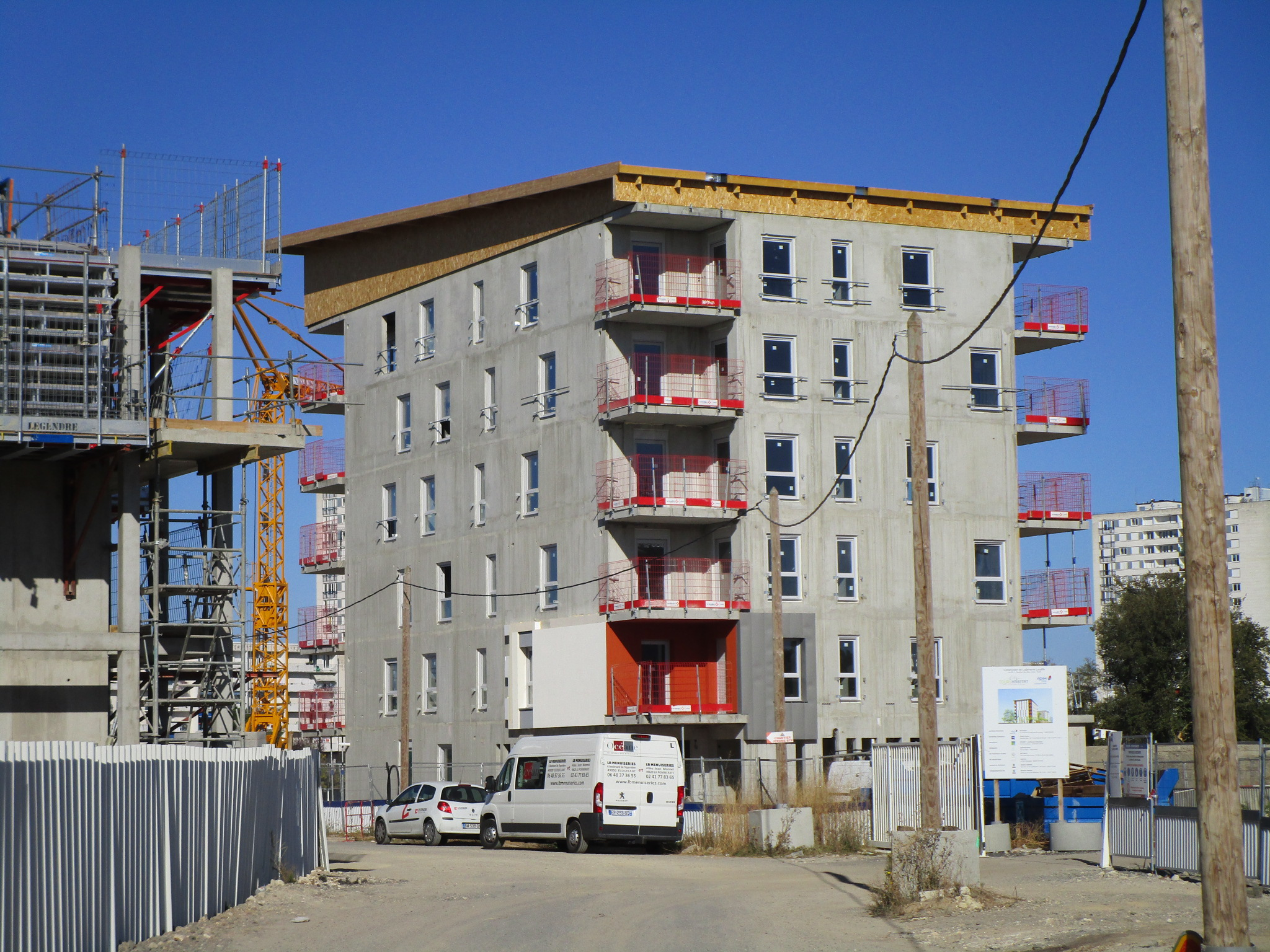
Résidence sociale parmi les six bâtiments en construction au nord de l'avenue Michelin, en octobre 2018.

En 2018, un espace libre d'une superficie de 14 000 m2 au nord de l'avenue Michelin voit la construction de trois immeubles comprenant au total 101 appartements privés, un immeuble de 22 logements sociaux et enfin la résidence étudiante privée Gaya de 232 studios. En 2022, Groupama déménage dans ce secteur au sein d'un nouvel immeuble de bureaux. L'année, l'école de commerce d’Excelia, jusqu'alors présente aux Fontaines, débute la construction de ses nouveaux locaux avec une ouverte prévue en 2025 pour 2 000 étudiants espérés, soit un doublement des effectifs,.
Un second espace vacant au nord, 12 000 m2 à l'est de l'avenue de Pont-Cher, accueille depuis 2020 un complexe de deux immeubles de bureaux, destinés aux 430 salariés de Fidélia, auparavant situé plus au centre de Tours, boulevard Jean-Royer. En 2024, le secteur voit aussi l'installation des écoles d'enseignement supérieur Brassart et Cefim, en plus d'une résidence étudiante de 222 chambres,.
Première du quartier, la construction de l'école Simone-Veil débute en juin 2018 pour une ouverture à la rentrée 2019. Installée entre l'avenue Édouard Michelin et la rue James Watt, elle accueille près de 130 enfants dans sept classes de maternelles et élémentaires. Les élèves du quartier étaient auparavant principalement scolarisés dans les établissements du quartier des Rives du Cher, saturés vu la croissance démographique des Deux-Lions.
Après l'achèvement de ces projets, il reste un seul vaste espace laissé libre d'environ 14 000 mètres carrés sur l'avenue Marcel Dassault. La ville espère d'abord y implanter une nouvelle patinoire olympique de deux pistes, destinée à remplacer les patinoires de Tours et de Joué-lès-Tours, et donc celle olympique du Palais des sports au Sanitas, vieillissante. Toutefois, la ville annonce en 2018 préférer une rénovation de la patinoire existante, trois fois moins couteuse, mais tout de même envisager une petite patinoire uniquement ludique sur cet emplacement. À proximité, le cinéma CGR change d'apparence alors qu'une treizième salle haut-de-gamme est ajoutée en janvier 2019 afin de concurrencer un nouveau complexe intégrant une salle IMAX à Tours-Nord.

## Transports

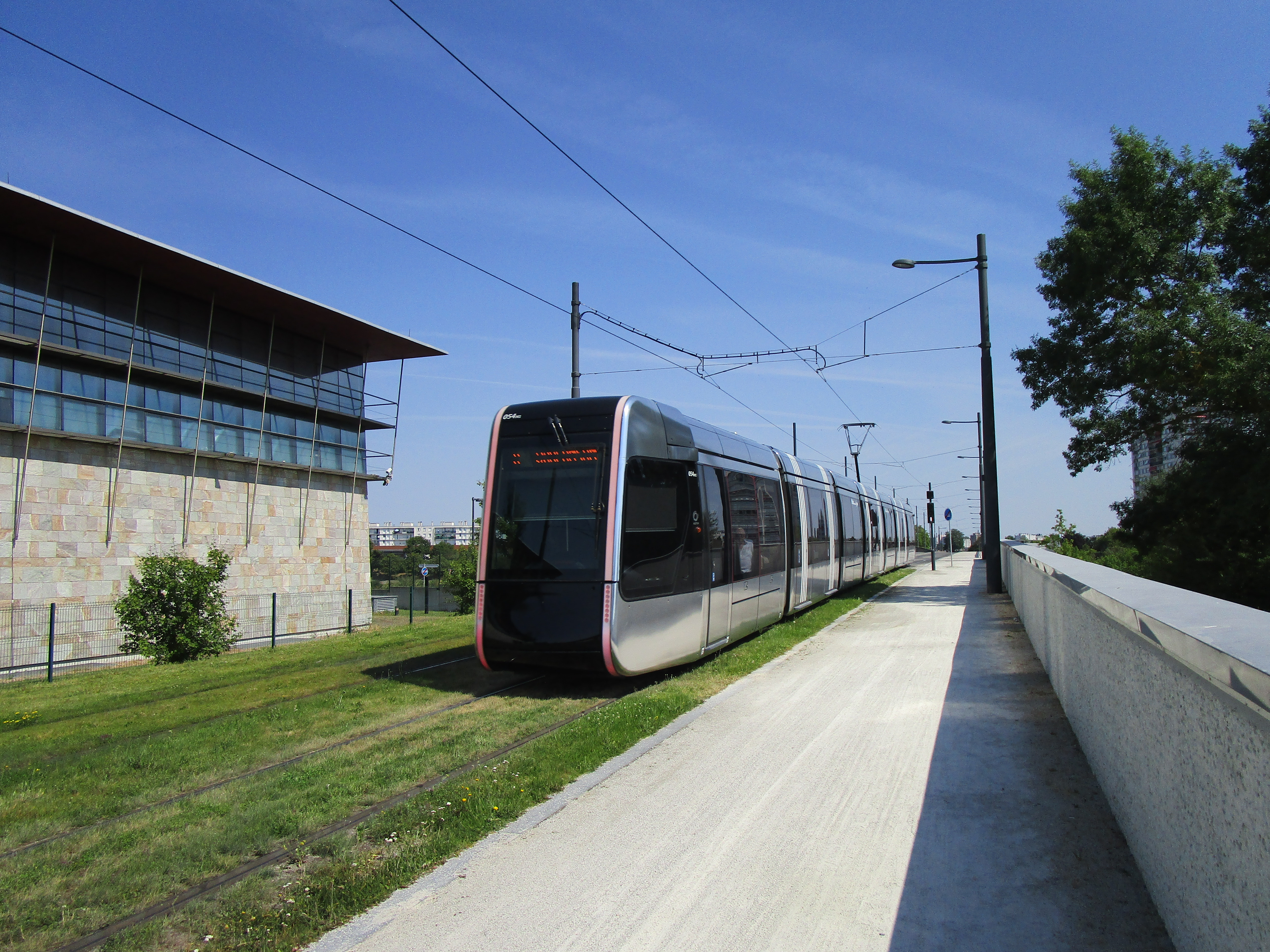
Le tramway sortant du quartier par le pont de Vendée

Avec l'inauguration de la première ligne du tramway de Tours le 31 août 2013, le quartier des Deux-Lions est particulièrement bien desservi par les transports en commun. Le tramway entre dans le quartier par le nord et le pont de Vendée, qui a été construit pour l'occasion. Il vient donc du quartier populaire des Rives du Cher, puis marque deux arrêts dans le quartier : « Fac 2 Lions » aux pieds de l'UFR de droit de l'Université de Tours puis « L'Heure Tranquille » en face de la sortie nord du centre commercial. Il quitte ensuite le quartier en empruntant l'avenue de Pont-Cher puis rejoint la commune de Joué-lès-Tours.
De plus, les lignes de bus 5 et 32 du réseau Fil bleu connectent le quartier au reste de l'agglomération.

## Campus Portalis

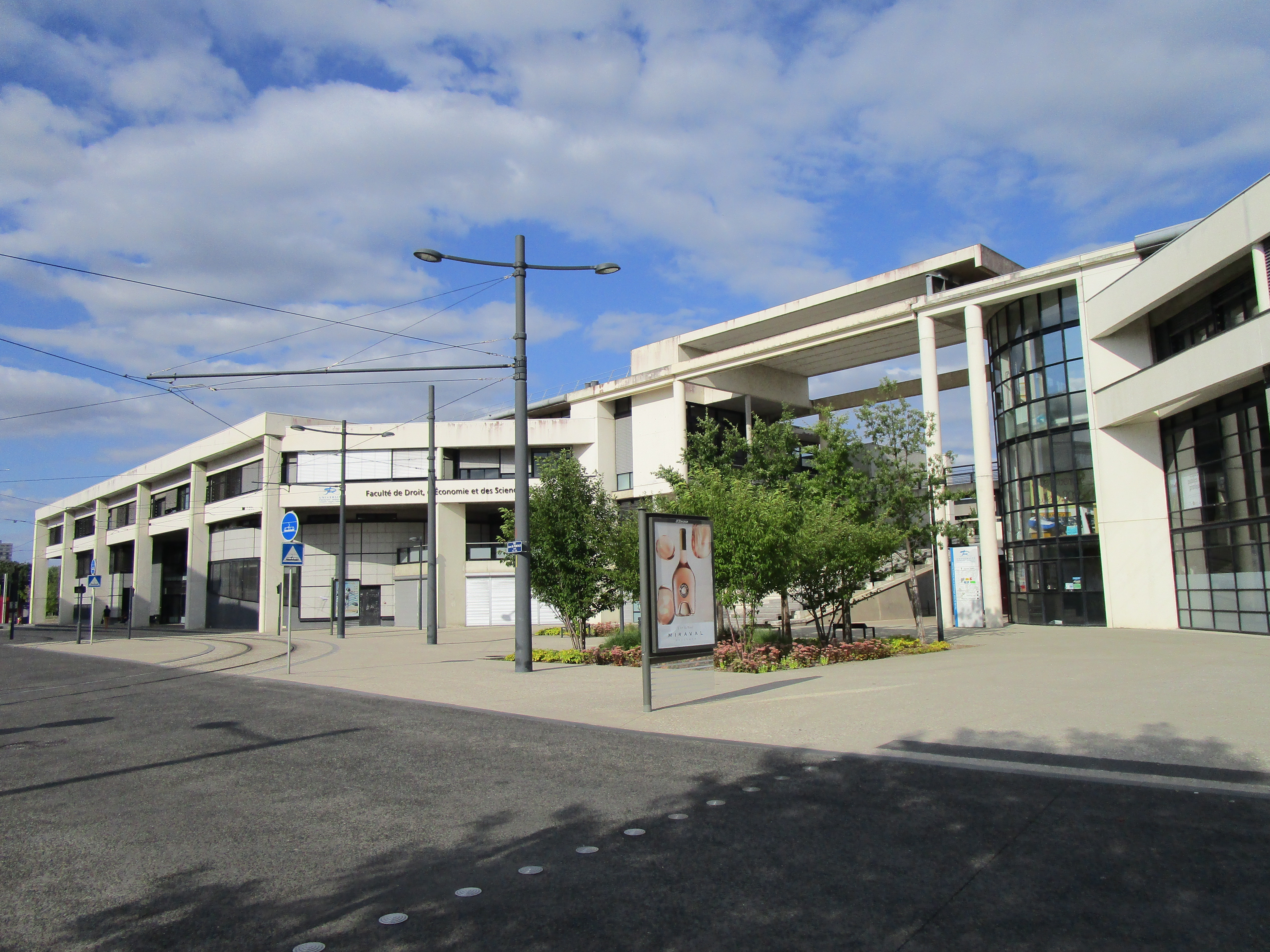
La faculté de droit, d'économie et des sciences sociales.

Le campus Portalis, ou des Deux-Lions, compte près de 6 000 étudiant en 2019 grâce à de nombreux établissements d'enseignement supérieur, dont les plus importants :
- Faculté de droit, d'économie et des sciences sociales de Tours, comprenant la faculté de Géographie 4 651 étudiants inscrit en 2017-2018.
- Institut d'administration des entreprises de Tours (IAE)
- Institut des métiers et des technologies (IMT)
- Polytech'Tours, 1 111 étudiants en 2017-2018.
- Maison des sciences de l'homme de Tours

Sur les quelque 5 700 étudiants inscrits à Université de Tours, près de 4 600 sont à l'UFR de Droit, Économie et Sciences sociales et environ 1 100 pour Polytech'Tours. Ce dernier est réparti sur trois sites relativement éloignés : l'un est consacré à l'informatique, un autre à l'aménagement et le dernier à l’électronique et la mécanique. On trouve aussi un centre national de la fonction publique territoriale dans le quartier. En 2017, l'école de commerce ESG Tours ouvre dans des locaux de l'Heure tranquille avec 155 étudiants.

## Administrations et activités tertiaires

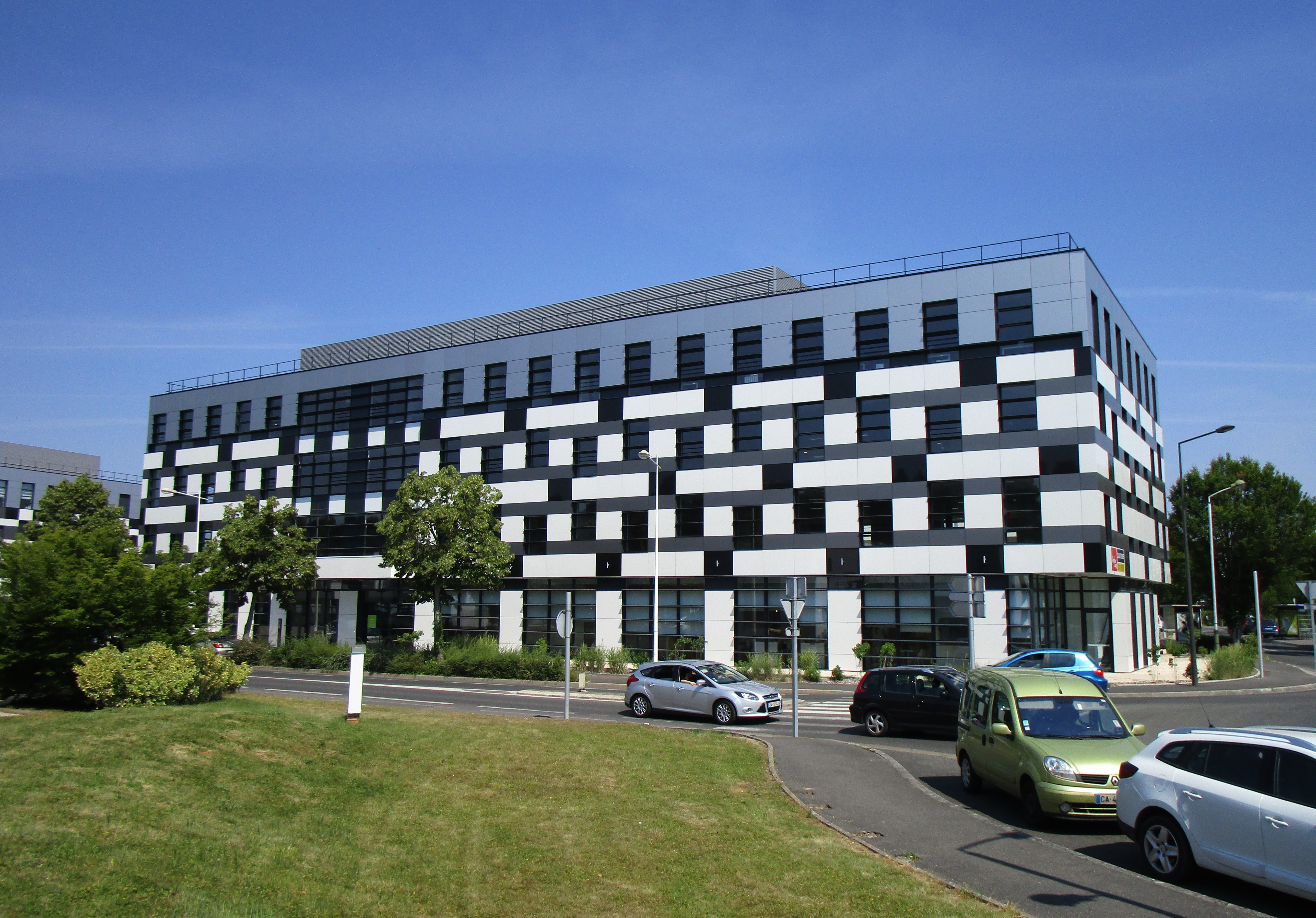
Bureaux d'entreprises similaires à ceux d'Orange.

En 2018, le quartier compte près de 3 800 employés travaillant dans les diverses administrations, institutions d'enseignement et entreprises qui s'y trouvent. Elles sont principalement situées dans la partie sud, autour de l'avenue Marcel Dassault. L'un des principaux employeurs est le siège de la Communauté d'agglomération Tours Plus qui compte 750 travailleurs avec le Trésor public qui se trouve près du Cher.
On trouve également une agence de Pôle emploi et plusieurs immeubles de bureaux, dont l'Heure tranquille qui en compte près de 12 000 mètres carrés. Par ailleurs, les opérateurs téléphones Bouygues Telecom et Orange s'installent en 2001 et 2016 avec 450 et 350 salariés respectivement. Électricité de France (EDF) figure aussi parmi les plus gros employeurs avec sa direction commerciale qui s'installe en 2014 avec 650 salariés.

## Critiques
Le quartier est ciblé par certaines critiques des habitants, qui se plaignent surtout du manque de commerces de proximité, de l'absence d'activités et aussi du déficit en grands logements, qui pousse les familles à quitter le quartier. La construction de logements s'est en effet beaucoup centrée sur les studios et petits à moyens appartements, souvent inférieurs aux F5. Le centre commercial de l'Heure tranquille peine de plus à attirer des commerçants faisant face à des fermetures fréquentes et à un grand nombre de pas-de-porte vacants. Les liens avec le quartier populaire voisin des Rives du Cher sont également faibles, malgré la construction du fil d’Ariane, pont piéton au-dessus du Cher,.

## Galerie d'images

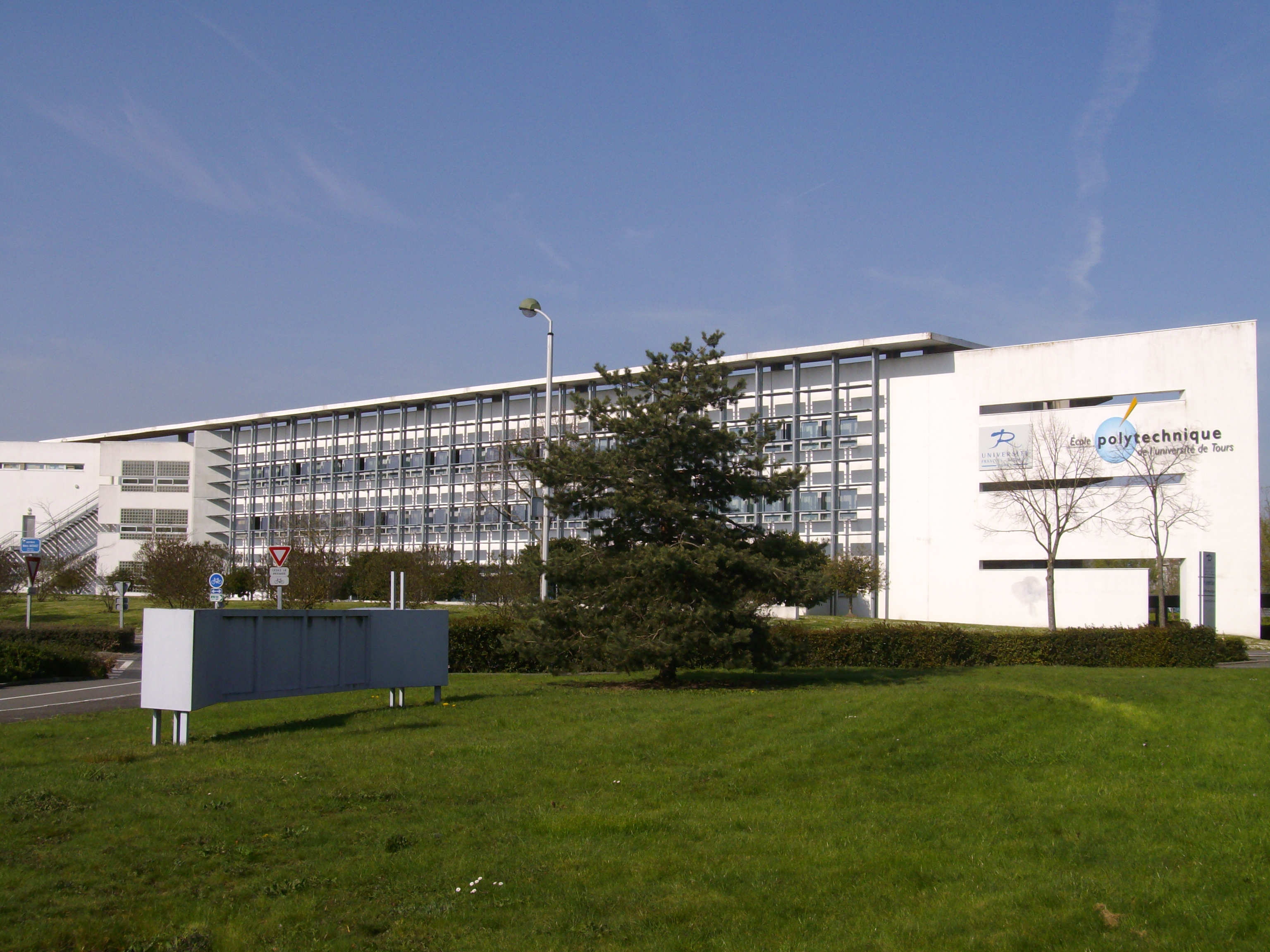
Le département informatique de l'école Polytech'Tours.
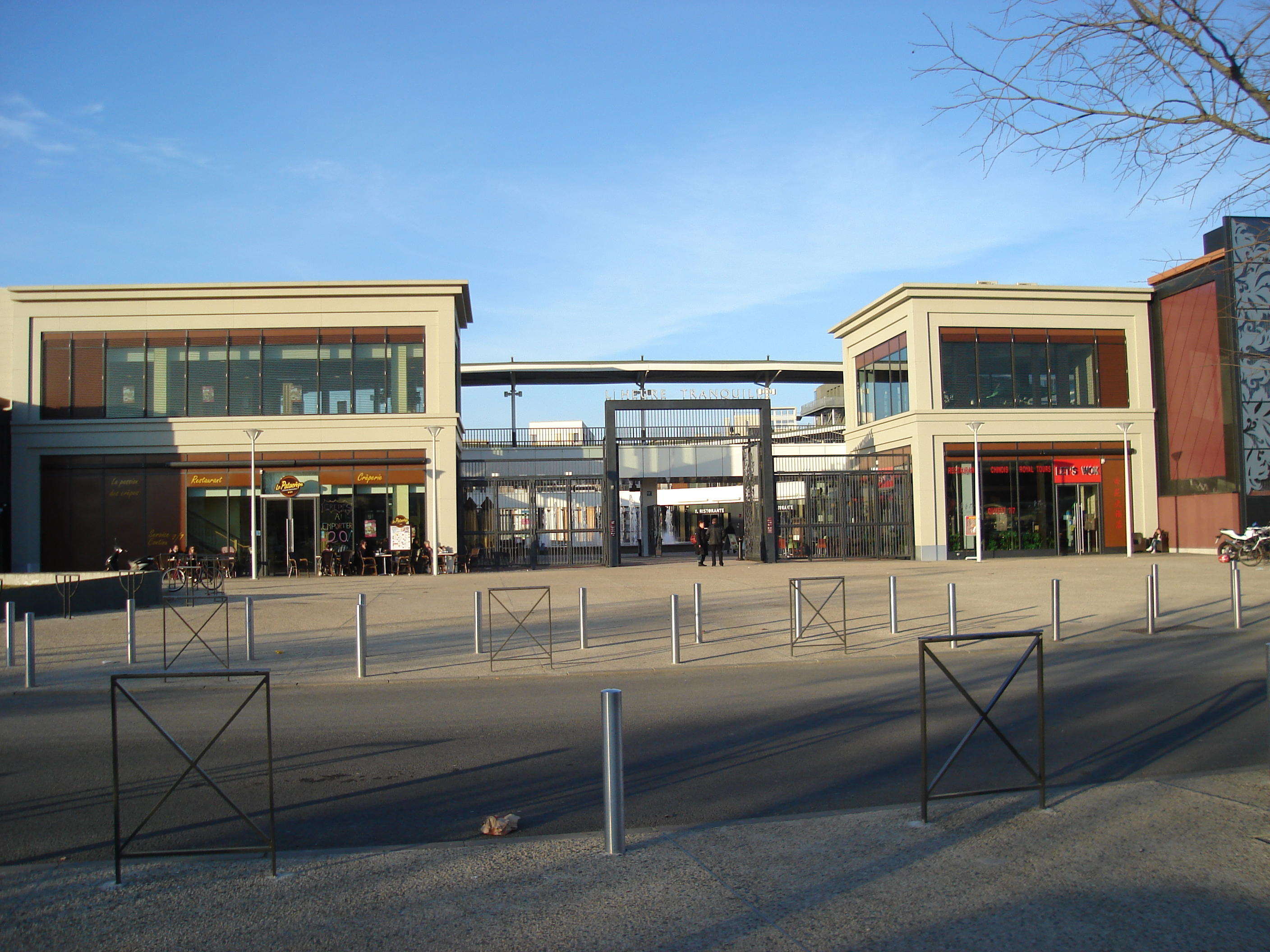
Entrée sud du centre commercial de l'Heure tranquille.
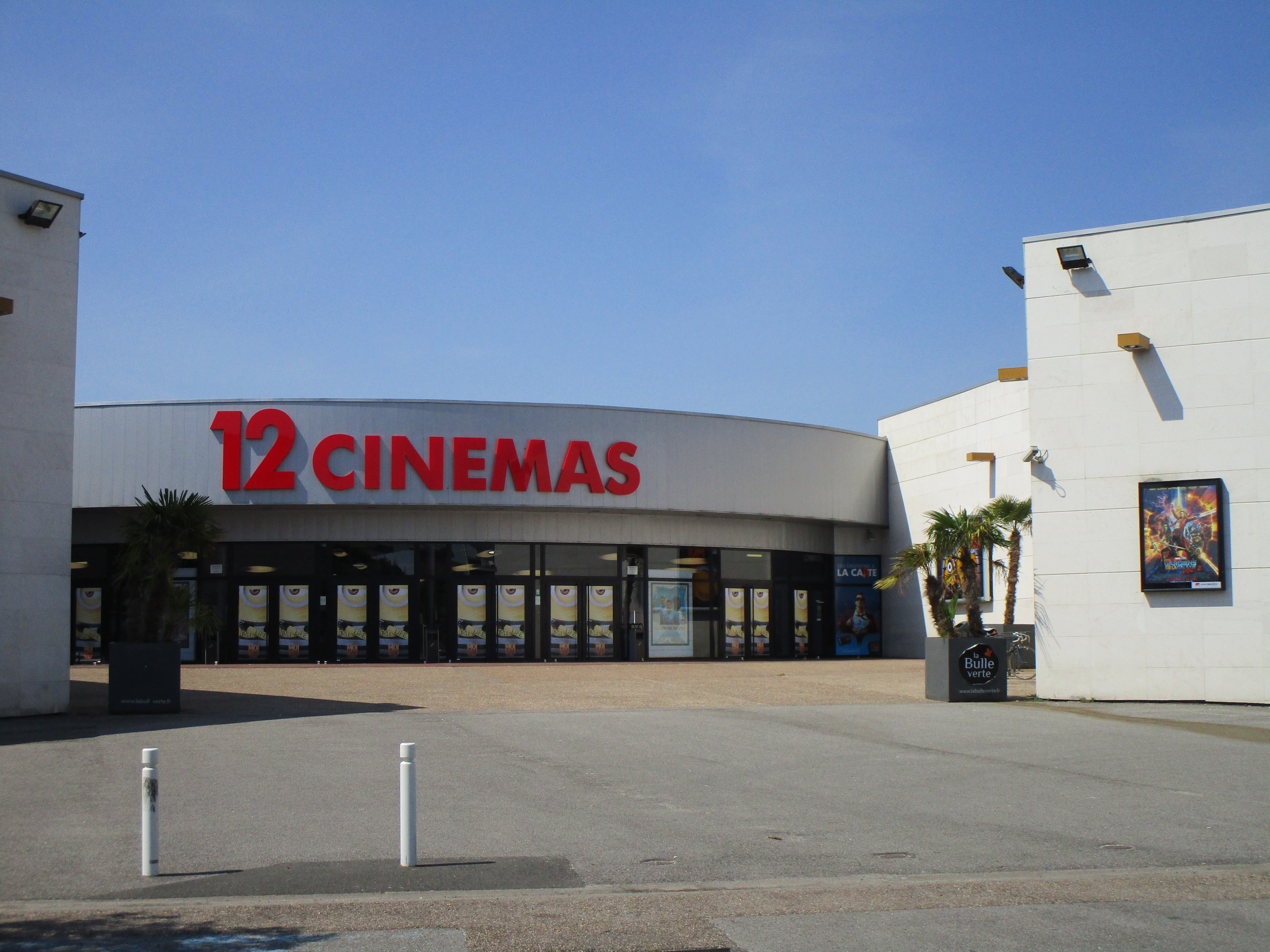
Le cinéma CGR du quartier.
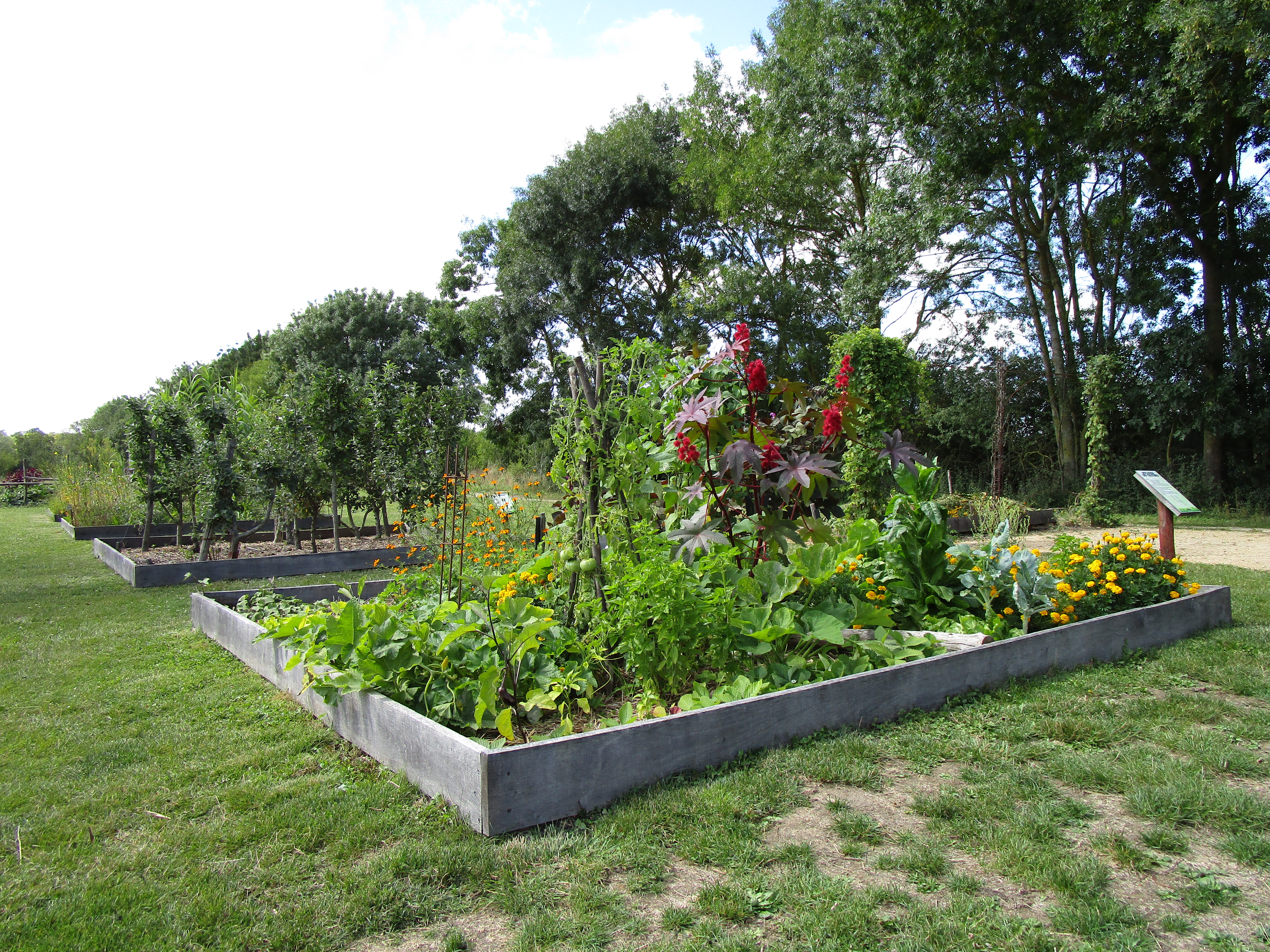
Le parc de la Gloriette.
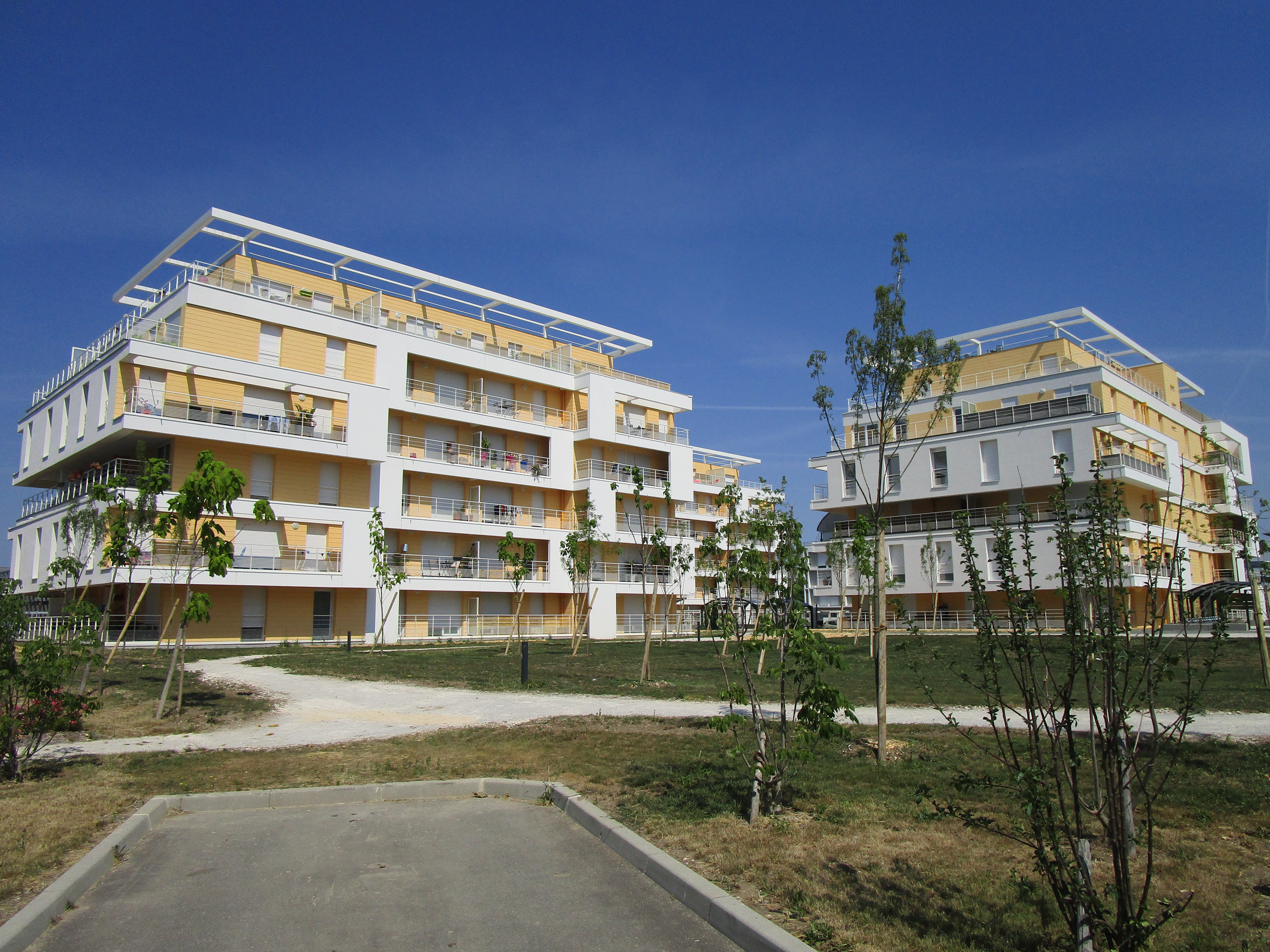
Résidence « Côté Parc » située entre les avenues Mérieux et Dassault.
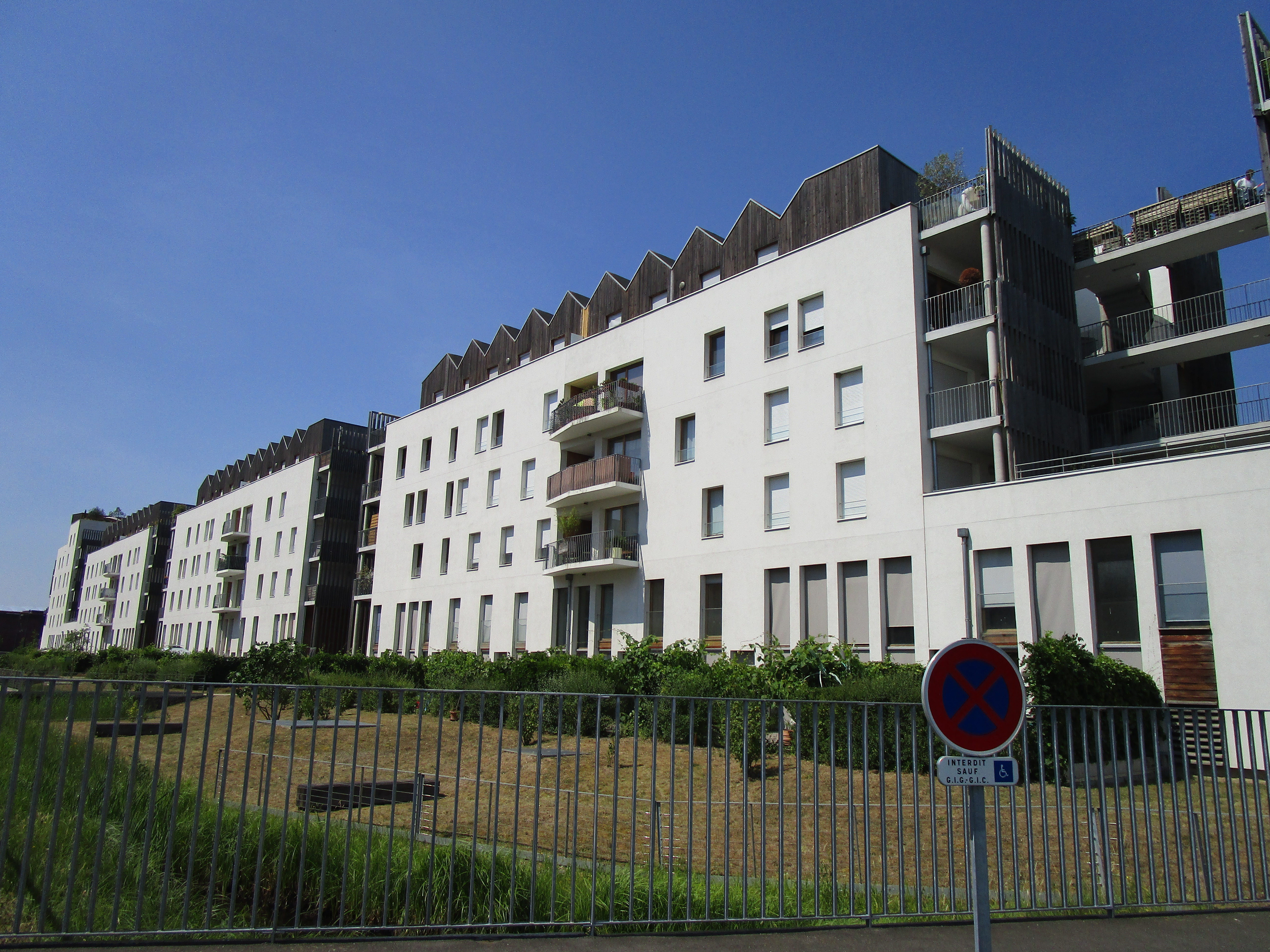
Les « Maisons blanches » sur l'avenue Michelin.
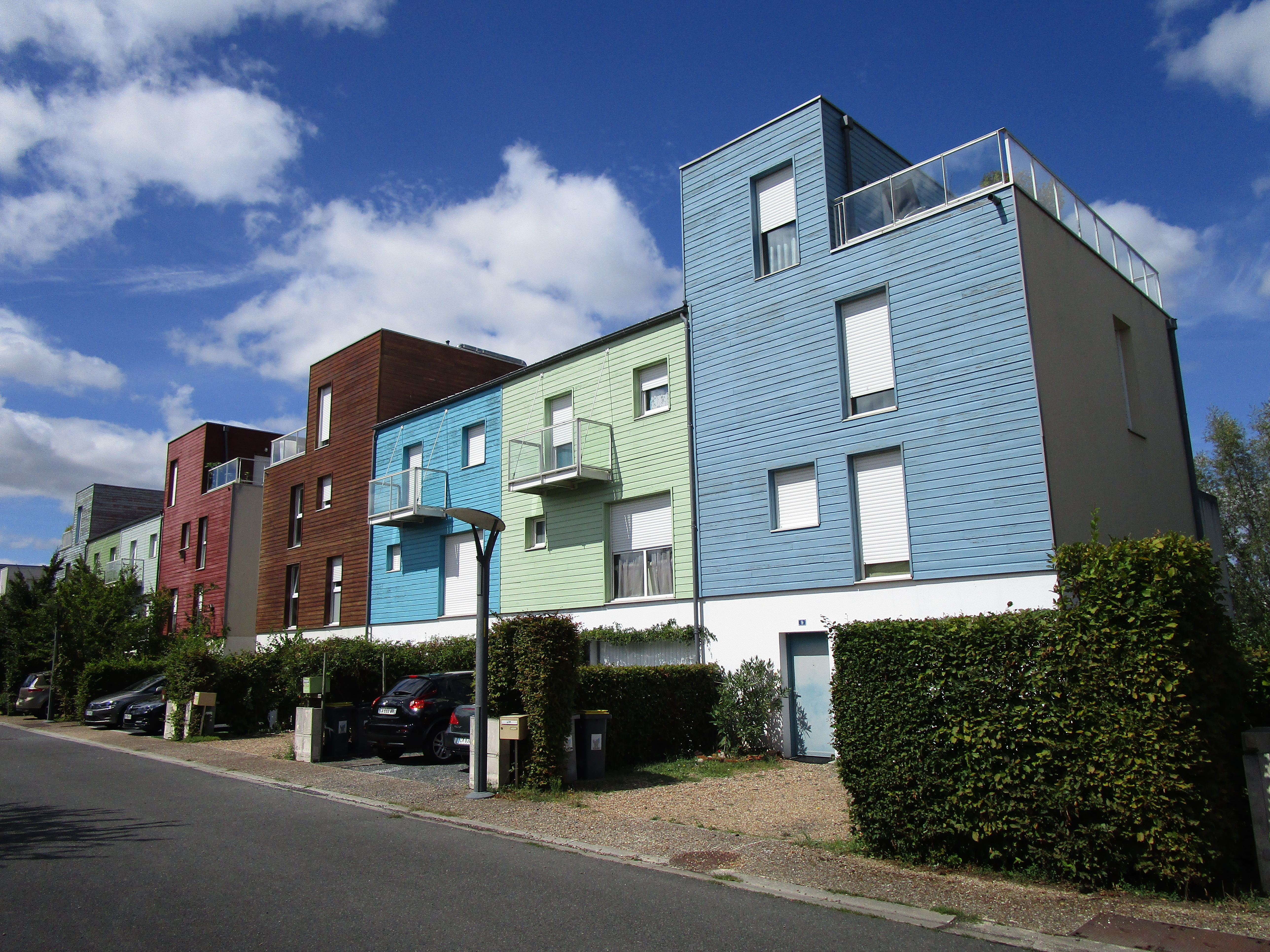
Maisons à ossatures en bois, rue Jacques Monod.
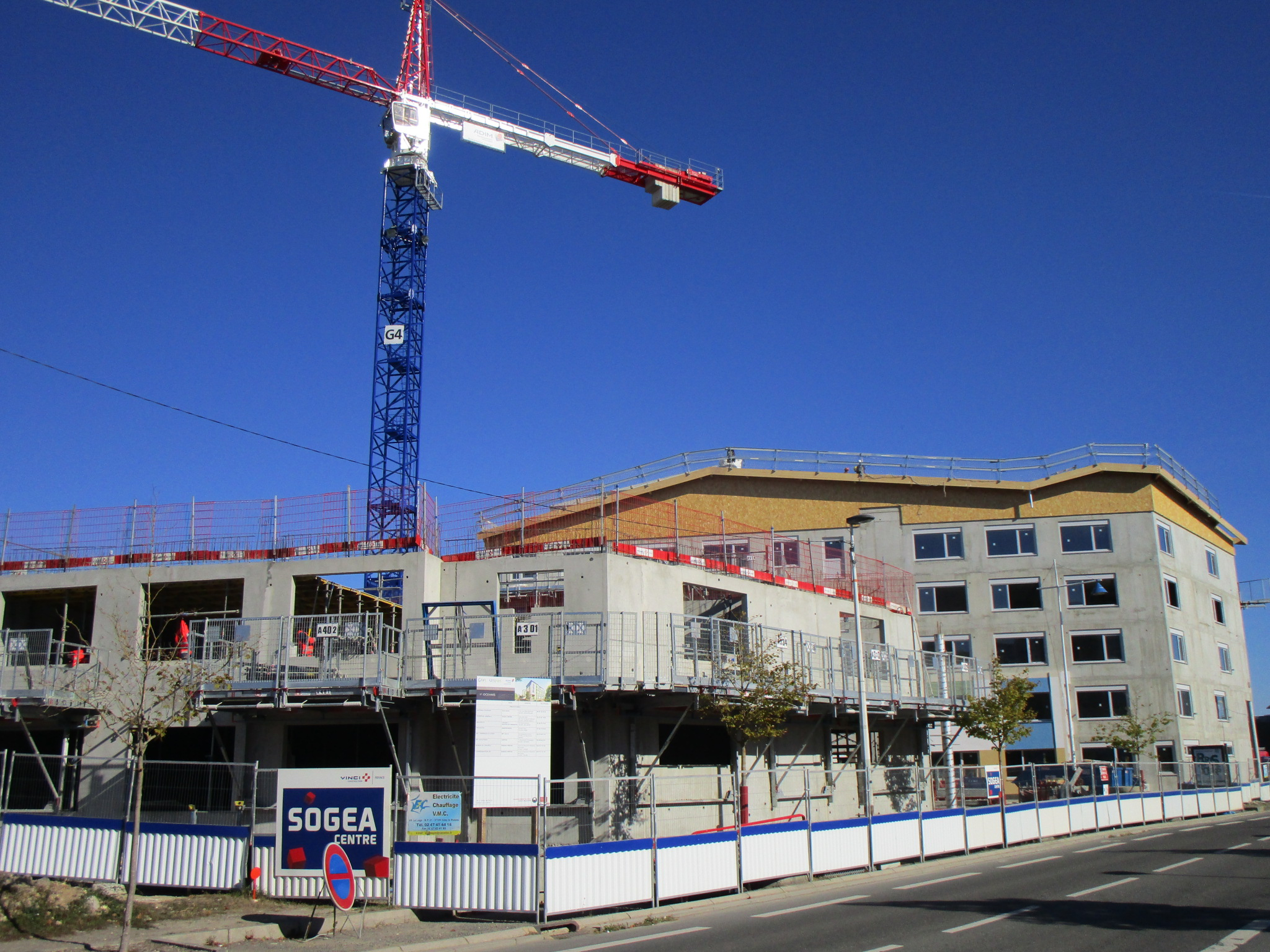
Résidence étudiante Gaya en construction, 2018